# Das Erste
Das Erste (en español: La Primera), anteriormente conocida como Erstes Deutsches Fernsehen (en español: Primera Televisión Alemana) es el primer canal de televisión de la ARD, grupo de radiodifusión pública de Alemania.
Comenzó sus emisiones el 25 de diciembre de 1952 y puede verse en todo el país. Como la ARD es un consorcio descentralizado, las empresas regionales que lo conforman se encargan de la programación. Su tiempo asignado depende del número de habitantes. Actualmente la ARD está formada por nueve grupos de radiodifusión.

## Historia
La televisión en Alemania Occidental comenzó a funcionar el 12 de julio de 1950, con las primeras emisiones de la ya extinta radiodifusora Nordwestdeutscher Rundfunk (dividida después en la WDR y la NDR). El 27 de noviembre se pasó a la emisión en pruebas, durante varios días de la semana y restringida a algunas regiones. No fue hasta el 25 de diciembre de 1952, a las ocho de la tarde, cuando pudo iniciarse el servicio regular de NWDR Fernsehen, con programación y horarios diferentes para el norte, oeste y la ciudad de Berlín Occidental. Un día después se grabó la primera edición del informativo Tagesschau.
El 1 de noviembre de 1954 fue renombrado como Deutsches Fernsehen ("Televisión Alemana"), adoptó una programación común y su dirección corrió a cargo de las siete organizaciones radiodifusoras de la ARD, que suministraban los contenidos. El Taggeschau contó con una edición de lunes a sábado desde 1956 y se amplió a los domingos a partir de la década de 1960, al tiempo que se aumentaron las horas de programación. El canal se mantuvo como única opción hasta la creación de una segunda frecuencia en 1961: primero ocupada por ARD 2 en periodo de pruebas y, a partir del 1 de abril de 1963, por el nuevo canal público federal ZDF. Las primeras emisiones en color comenzaron el 25 de agosto de 1967.
Durante el tiempo que Alemania estuvo dividido en dos estados, la ARD trató de que la primera cadena también pudiese sintonizarse en Alemania Oriental (RDA), que estaba bajo sistema comunista y tenía su propio grupo de televisión (Fernsehen der DDR). Para ello se instalaron emisores de gran alcance en las zonas fronterizas.
El 30 de septiembre de 1984 adoptó el nombre Erstes Deutsches Fernsehen ("Primera Televisión Alemana") y una imagen corporativa distintiva: un gran número uno con las siglas "ARD" en su interior. Con la reunificación de Alemania culminada en 1990, comenzó a emitir para la zona Oriental a partir del 14 de diciembre de ese año, a través de las frecuencias del primer canal de la RDA. La denominación actual Das Erste comenzó a ser utilizada a partir de 1997.
Desde el 12 de febrero de 2010 dispone de una versión en alta definición.

## Organización

Mapa de Alemania con la distribución geográfica de cada grupo radiodifusor.

Das Erste es el primer canal de televisión de la ARD, un consorcio de radiodifusión formado por organismos públicos regionales (Landesrundfunkanstalt). Cada grupo contribuye a la programación en función del tamaño de la población a la que sirven, y el tiempo que tienen se revisa cada año. La sede central institucional se encuentra en Múnich, hogar de Bayerischer Rundfunk, mientras que la central técnica se encuentra en Fráncfort, hogar de Hessischer Rundfunk, y que recibe el nombre de ARD-Sternpunkt. Las empresas eligen también al director del canal, que se encarga de coordinar y desarrollar la programación.
En la siguiente tabla se recogen las nueve empresas públicas, la región a la que sirven y su tiempo de asignación:
| Empresa de radiodifusión                                                                                            | Porcentaje | Horas (media) | Logotipo             |
| --- | ---------- | ------------- | -------------------- |
| Westdeutscher Rundfunk Köln (WDR) Noroeste (Renania del Norte-Westfalia)                                            | 21,40      | 5,136         | Logo de WDR          |
| Südwestrundfunk (SWR) Suroeste (Baden-Wurtemberg y Renania-Palatinado)                                              | 18,20      | 4,368         | Logo de SWR          |
| Norddeutscher Rundfunk (NDR) Norte (Hamburgo, Baja Sajonia, Mecklemburgo-Pomerania Occidental y Schleswig-Holstein) | 17,60      | 4,224         | Logo de NDR          |
| Bayerischer Rundfunk (BR) Estado de Baviera                                                                         | 15,95      | 3,828         | Logo de BR           |
| Mitteldeutscher Rundfunk (MDR) Alemania del Este (Turingia, Sajonia-Anhalt y Sajonia)                               | 10,85      | 2,604         | Logo de MDR          |
| Hessischer Rundfunk (HR) Alemania Central (Hesse)                                                                   | 7,40       | 1,776         | Logo de HR           |
| Rundfunk Berlin-Brandenburg (RBB) Capital (Berlín y Brandeburgo)                                                    | 6,60       | 1,584         | Logo de RBB          |
| Saarländischer Rundfunk (SR) Estado de Sarre                                                                        | 1,25       | 0,3           | Logo de SR           |
| Radio Bremen (RB) Estado de Bremen                                                                                  | 0,75       | 0,18          | Logo de Radio Bremen |

En Alemania se cobra un impuesto directo anual para el mantenimiento de la radiodifusión pública (ARD, ZDF y Deutschlandradio), a través de la empresa conjunta GEZ. El pago es obligatorio para toda vivienda, ya sea de residencia habitual o no.  Cada hogar pagó 17,98 euros al mes en 2013. ARD se queda con el 70% de la recaudación total, que sirve para financiar a Das Erste entre otros proyectos.
Das Erste solo puede emitir publicidad desde las 14:00 hasta las 20:00 horas. La norma se ha suavizado en acontecimientos como partidos de fútbol, donde las pausas son más largas, pero por lo general presenta severas restricciones. Los cortes publicitarios duran de uno a tres minutos, no pueden interrumpir la programación habitual y no se pueden emitir en domingos y días festivos nacionales.

## Logotipos

1970-1984
1984-1997
1997-2003
2003-2015
2003-2015 (Logo en pantalla)
Desde 2015
Desde 2015 (Logo en pantalla)

## Audiencias
En la siguiente tabla se muestran los datos de cuota de mercado de Das Erste desde el año 2005.
|      | Enero | Febrero | Marzo | Abril | Mayo  | Junio | Julio | Agosto | Septiembre | Octubre | Noviembre | Diciembre | Media Anual |
| ---- | ----- | ------- | ----- | ----- | ----- | ----- | ----- | ------ | ---------- | ------- | --------- | --------- | ----------- |
| 2005 | 13.2% | 14.3%   | 13.4% | 13.8% | 12.3% | 13.8% | 13.5% | 13.8%  | 13.3%      | 12.9%   | 13.2%     | 14.0%     | 13.5%       |
| 2006 | 13.9% | 15.4%   | 13.7% | 13.3% | 13.6% | 18.4% | 14.2% | 14.1%  | 13.7%      | 13.5%   | 13.5%     | 13.7%     | 14.2%       |
| 2007 | 13.8% | 14.3%   | 13.9% | 13.1% | 13.0% | 12.9% | 12.2% | 13.9%  | 13.4%      | 13.3%   | 13.4%     | 13.1%     | 13.4%       |
| 2008 | 13.6% | 13.8%   | 12.5% | 12.5% | 12.9% | 18.0% | 12.6% | 15.1%  | 12.7%      | 12.4%   | 12.6%     | 12.7%     | 13.4%       |
| 2009 | 12.5% | 13.3%   | 13.1% | 12.7% | 12.5% | 12.5% | 12.0% | 13.1%  | 12.6%      | 12.7%   | 12.8%     | 12.5%     | 12.7%       |
| 2010 | 13.4% | 14.0%   | 12.8% | 12.8% | 12.9% | 17.1% | 14.0% | 12.2%  | 12.5%      | 11.9%   | 12.2%     | 12.7%     | 13.2%       |
| 2011 | 12.5% | 12.9%   | 13.2% | 12.6% | 12.8% | 13.1% | 12.1% | 12.3%  | 11.8%      | 11.8%   | 11.6%     | 11.9%     | 12.4%       |
| 2012 | 12.9% | 11.8%   | 12.2% | 11.2% | 11.2% | 15.9% | 11.4% | 13.5%  | 11.5%      | 11.7%   | 11.7%     | 12.2%     | 12.3%       |
| 2013 | 12.2% | 12.4%   | 12.5% | 12.1% | 11.7% | 12.3% | 11.7% | 12.0%  | 12.0%      | 11.7%   | 11.7%     | 12.3%     | 12.1%       |
| 2014 | 11.7% | 13.4%   | 12.3% | 11.4% | 12.0% | 17.4% | 15.0% | 11.3%  | 11.3%      | 11.1%   | 11.8%     | 11.5%     | 12.5%       |
| 2015 | 11.3% | 11.8%   | 11.6% | 12.2% | 11.8% | 12.1% | 10.9% | 11.2%  | 10.9%      | 11.2%   | 11.9%     | 11.9%     | 11.6%       |
| 2016 | 12.2% | 11.6%   | 11.3% | 11.5% | 12.1% | 16.0% | 13.1% | 14.0%  | 11.0%      | 10.7%   | 11.2%     | 11.2%     | 12.1%       |
| 2017 | 10.6% | 11.8%   | 12.0% | 11.8% | 11.4% | 10.7% | 10.7% | 11.0%  | 11.2%      | 10.9%   | 11.3%     | 11.8%     | 11.3%       |

Fuente : Kommission zur Ermittlung der Konzentration im Medienbereich (KEK)
Leyenda :
Fondo verde : Mejor resultado histórico.
Fondo rojo : Peor resultado histórico.